# Moody Awori
Arthur Moody Awori (* 5. Dezember 1927 in Butere) ist ein kenianischer Politiker der National Rainbow Coalition (NARC), der unter anderem zwischen 2003 und 2008 Vizepräsident Kenias war.

## Leben
Arthur Moody Awori, ein Angehöriger der Luhya aus der Provinz Western, besuchte zunächst die Mang’u High School sowie danach die Kakamega School. Er war später als Geschäftsmann und Grundstücksentwickler tätig und absolvierte ein Studium an der Makerere-Universität in Uganda. Er war ursprünglich Mitglied der Kenya African National Union (KANU) und wurde bei den Wahlen 1983 erstmals Mitglied der Kenia und vertrat dort nach seinen Wiederwahlen 1983, 1988, 1992 sowie 1997 den Wahlkreis Funyula. Während der Amtszeit von Staatspräsident Daniel arap Moi übernahm er verschiedene Regierungsämter und war zwischen Januar 1983 und Januar 1993 zunächst Vizeminister für Tourismus und Tierwelt und im Anschluss zwischen Januar 1993 und Januar 1997 Vizeminister im Amt des Staatspräsidenten arap Moi, ehe er zuletzt in dessen Regierung von Januar 1997 bis Dezember 2002 Vizeminister für Bildung war. 
Vor der Wahl am 27. Dezember 2002 verließ Awori die ehemalige Einheitspartei KANU und schloss sich der von Raila Odinga, Charity Ngilu, Mwai Kibaki und Michael Kijana Wamalwa  gegründeten National Rainbow Coalition (NARC) an. Am 27. Dezember 2002 gewann Kibaki als Kandidat der oppositionellen NARC die Präsidentschaftswahl mit 62,3 Prozent deutlich gegen den Kandidaten der bislang regierenden KANU, Uhuru Kenyatta, auf den 31,2 Prozent fielen. Auf den Drittplatzierten Simeon Nyachae vom Forum for the Restoration of Democracy-People (FORD-People) entfielen lediglich 5,9 Prozent. Bei den gleichzeitig stattfindenden Parlamentswahlen errang die NARC bei einer Wahlbeteiligung von 55,9 Prozent 125 der 210 Sitze und verfügte damit über eine absolute Mehrheit in der Nationalversammlung, in der die KANU 64 Abgeordnete und FORD-People 14 Abgeordnete entsandte. Awori selbst wurde im Wahlkreis Funyula als Abgeordneter wiedergewählt.
Nachdem Mwai Kibaki am 30. Dezember 2002 zum neuen Staatspräsidenten vereidigt wurde, bildete dieser am 3. Dezember 2003 seine Regierung, der Michael Kijana Wamalwa als Vizepräsident, Kalonzo Musyoka als Außenminister, David Mwiraria als Finanzminister sowie Moody Awori als Innenminister angehörten. Nachdem Vizepräsident Wamalwa am 23. August 2003 verstorben war, wurde er am 25. September 2003 von Staatspräsident Kibaki als dessen Nachfolger zum Vizepräsidenten ernannt und behielt weiterhin das Amt des Innenministers. Während seiner Parlamentszugehörigkeit war er als Vizepräsident zugleich Führer der Regierungsgeschäfte (Leader of the Government Business) und Vorsitzender des Geschäftsausschusses des Parlaments (House Business Committee) sowie Vorsitzender der Kommission für Parlamentarische Dienste (Parliamentary Service Commission).
Im Januar 2006 wurden in den Tageszeitungen Daily Motion und Standard Berichte über den Anglo-Leasing-Skandal veröffentlicht. Beim Anglo-Leasing-Skandal verschwanden etwa 85 Millionen Euro durch nachträgliche Finanztransfers auf eine Reihe von Scheinfirmen. Dabei ging es mit 30 Mill. Euro zu einem Drittel um die Anschaffung von fälschungssicheren Personalausweisen. Nach Aussage von John Githongo, dem „Anti-Korruptions-Zar“ des Landes, kamen Teile der Gelder (am 7. Juni 2004 US-$ 4,7 Millionen) über dunkle Kanäle wieder auf die Regierungskonten zurück – offensichtlich von der fiktiven Firma Anglo Leasing über eine Zürcher Bank. Weitere Skandale wie die korrupte Anschaffung eines Kriegsschiffes – ebenfalls im Bereich der halbstaatlichen Unternehmen – kamen ans Tageslicht. Insbesondere warf Githongo sogar Vizepräsident Moody Awori und den zurückgetretenen bzw. entlassenen Ministern David Mwiraria (Finanzen), Kiraitu Murungi (Energie) und Chris Murungaru (Sicherheit und Transport) sowie weiteren Politikern Korruption vor. Aufgrund der Veröffentlichung in der BBC und dem Nachdruck der Gespräche in den kenianischen Zeitungen wurden Ende Februar 2006 Vizepräsident Awori und andere Minister und Staatssekretäre vorgeladen. Am 30. März 2006 ließ der Sprecher des Parlaments den PAC-Report, der neben Vizepräsident Awori namhafte Vertreter der Regierung der Korruption beschuldigt und seitens vieler Regierungsvertreter im Parlament unterdrückt werden sollte, zur Diskussion zu. Laut dieses Reportes ist Präsident Kibaki selbst nicht in den Skandal verwickelt, wurde aber durch Githongo frühzeitig unterrichtet. Im April 2006 erklärte die Justiz-Ministerin Martha Karua im Parlament unter „standing ovations“ von Regierungsfraktion und Opposition, dass die Regierung den PAC-Report als Grundlage für ihren Kampf gegen die Korruption in Regierung und Verwaltung angenommen habe. 
Während Mwai Kibaki bei den Präsidentschaftswahlen am 27. Dezember 2007 mit 47 Prozent von Raila Odinga (44 Prozent) und Kalonzo Musyoka (9 Prozent) wieder zum Staatspräsidenten der Republik Kenia gewählt wurde, schied Arthur Moody Awori aus dem politischen Leben aus. In dem am 8. Januar 2008 von Staatspräsident Kibaki vorgestellten und am 10. Januar 2008 vereidigten Kabinett wurde Kalonzo Musyoka als Nachfolger Aworis zum Vizepräsidenten und Innenminister berufen, während Moses Wetangula Außenminister, Yusuf Haji Verteidigungsminister und George Saitoti Minister für innere Sicherheit wurden. Amos Kimunya blieb weiterhin Finanzminister.
Moody Awori, der einen Ehrendoktor der Rechte von der University of New Hampshire verliehen bekam, ist ein Bruder des ugandischen Politikers Aggrey Awori.

## Weblink
- Eintrag auf der Homepage der Nationalversammlung (Archivversion)